# 格里高利·大卫·罗伯兹
格里高利·大卫·罗伯兹（英語：Gregory David Roberts，1952年6月—），生于墨尔本，澳大利亚作家，因其所著长篇自传体小说《項塔蘭》而一举成名。

## 生平
格里高利早年吸食海洛因，多次抢劫银行，1978年被判19年监禁。1980年7月，格里高利从戒备森严的维多利亚州彭特里奇监狱（HM Prison Pentridge）成功逃脱，后自新西兰流亡印度。1990年，格里高利因走私毒品在德国法兰克福被捕，后被引渡到澳大利亚，监禁6年后于1997年获释。出狱后，格里高利以印度长达近10年流亡生活为蓝本写下了《项塔兰》，2003年出版后一鸣惊人，成为专职畅销作家。